# Marílson dos Santos

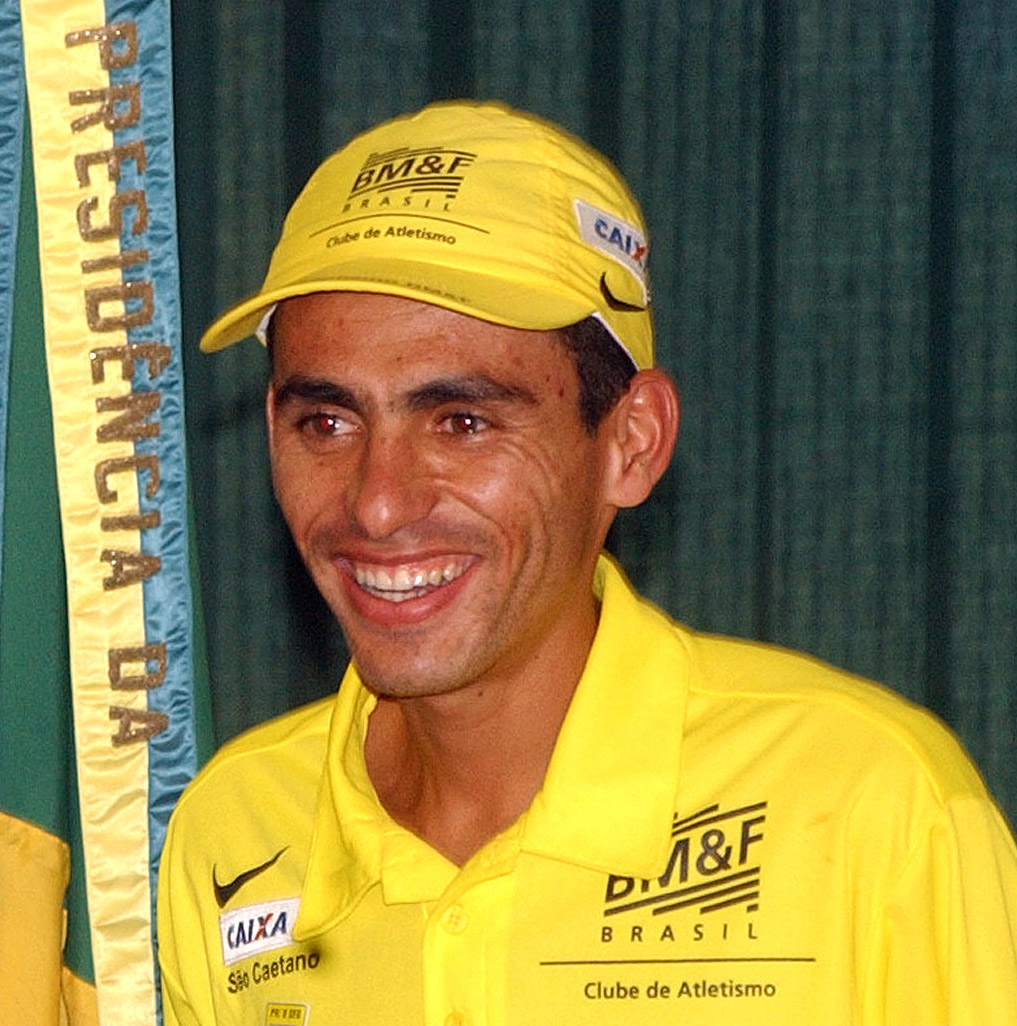
Marílson dos Santos
Foto: José Cruz/ABr

Marílson dos Santos (Marílson Gomes dos Santos; * 6. August 1977 in Brasília, Brasilien) ist ein brasilianischer Langstreckenläufer.

## Leben
Er gewann 2003 und 2005 die Corrida Internacional de São Silvestre, den traditionsreichen Silvesterlauf in São Paulo.
Beim Marathon der Weltmeisterschaften 2005 in Helsinki belegte er den zehnten Platz.
2006 stellte er kurz nacheinander mit 27:48,49 min über 10.000 Meter einen brasilianischen und mit 13:19,43 min über 5000 Meter einen südamerikanischen Rekord auf. Im November 2006 war er in 2:09:58 h der erste südamerikanische Sieger in der 37-jährigen Geschichte des New-York-City-Marathons und wiederholte den Sieg 2008 mit einer Zeit von 2:08:43 h.
2007 lief er als Achter des London-Marathons seine persönliche Bestzeit von 2:08:37 h und stellte mit 27:28,12 min einen Südamerikarekord über 10.000 Meter auf. Bei den Straßenlauf-Weltmeisterschaften 2007 in Udine wurde er Siebter und unterbot mit 59:33 min als dritter Nicht-Afrikaner überhaupt die Stundenmarke beim Halbmarathon. Nicht nur seine Endzeit, auch seine 10-km- (27:48 min) und seine 15-km-Zwischenzeit (42:15 min) stellen Südamerikarekorde dar.
Im Jahr darauf wurde er Achter bei den Halbmarathon-Weltmeisterschaften in Rio de Janeiro und wiederholte seinen Sieg in New York City mit einer Zeit von 2:08:43 h.
Einem 16. Platz beim Marathon der Weltmeisterschaften 2009 in Berlin folgten 2010 ein sechster Platz in London und ein siebter in New York City. Zum Jahresende 2010 gewann er zum dritten Mal die Corrida de São Silvestre. Beim olympischen Marathon 2012 in London wurde er Fünfter.
Marílson dos Santos wuchs in Ceilândia in der Nähe von Brasília auf und fing im Alter von 15 Jahren mit dem Laufsport an. Er gehört wie seine Frau, die Mittelstreckenläuferin Juliana Paula de Azevedo, dem Verein Atletismo BM&F an, für den auch der Olympiadritte Vanderlei de Lima aktiv ist.